# 肯特縣 (密歇根州)
肯特縣（英語：Kent County）是美國密歇根州西部的一個縣。面積2,259平方公里。根據美國人口調查局2005年資料，共有人口569,999人。縣治大急流城。
成立於1831年。縣名紀念紐約州法學家詹姆斯·肯特（James Kent）。